# Otto II. von Scheyern
Otto II. von Scheyern († 31. Oktober 1120, wahrscheinlich auf einer Pilgerreise nach Jerusalem) war Graf von Scheyern, Stifter des Klosters Scheyern und dessen Schutzvogt.
Durch andere Zählweise seines Vaters wird er auch als Otto III. aufgeführt.

## Leben
Otto II. von Scheyern war ein Sohn von Otto I. von Scheyern und der Haziga von Dießen und Bruder von Bernhard I. von Scheyern, Ekkehard I. von Scheyern und Arnold I. von Scheyern.
Einige Quellen geben ihn auch als Sohn aus erster Ehe von Otto I. von Scheyern mit einer Schwester des Grafen Meginhard von Reichersbeuern aus.

### Wirken
Um 1053 war er Anführer der Opposition der baierischen Nation gegen die Ernennung des dreijährigen Heinrichs VII. zum Herzog von Baiern durch seinen Vater Heinrich III.
Seit etwa 1078 war er Graf von Scheyern.
Als 1096 der Aufruf zum Ersten Kreuzzug begann, meldete sich Otto II. gemeinsam mit seinem Bruder Ekkehard I. zur Teilnahme. 1101 brach er nach Palästina auf und kehrte in seine Heimat zurück.
Mit dem Tod seiner Mutter 1104 verlegte er das Kloster Fischbachau erst nach Petersberg bei Dachau. Dort entstand eine neue Klosterkirche. Damit stiftete er das Sankz-Peters-Kloster Eisenhofen. Da der Standort, wie auch der in Fischbachau, wegen Wassermangel für ein Kloster nicht geeignet waren, versammelte Otto II. im Jahre 1113 sämtliche Familienangehörigen, um zu entscheiden, ob die Stammburg Scheyern in ein Kloster umgewandelt werden könnte. Dies sollte die in der Familie vorhandenen zahlreichen Benediktinerklöster zusammenzuführen. Dem wurde zugestimmt und 1119 wurden die Kloster nach Scheyern verlegt und die Burg den Benediktinern übergeben.
Mit dem Tod von Bernhard I. von Scheyern wurde er ab 1104 Vogt von Freising. Ab 1116 war er Vogt von Weihenstephan.

## Familie
Die Quellen geben unterschiedliche Informationen zum Familienstand wieder. Mal wird davon ausgegangen, dass er unverheiratet und/oder ohne Nachkommen blieb. Es ist aber auch dokumentiert, dass er Richardis oder Richgardis von Istrien-Krain, Tochter von Ulrich I., heiratete, die Witwe seines Bruders Ekkehard I. von Scheyern, die er aus einem Kloster bei Regensburg entführt habe. Aus der Ehe gingen folgende Kinder hervor:
- Otto III. von Scheyern († nach 15. Dezember 1130)
- Ekkehard III. von Scheyern († nach 11. Juli 1183)
- Bernhard II. von Scheyern, Domherr in Freising († um 1135)
- Unbekannter Sohn